# Prêmio Jabuti - Livro do Ano
Livro do Ano é uma das categorias do Prêmio Jabuti, tradicional prêmio brasileiro de literatura que é realizado desde 1959.

## História
Em 1991 foi criada a categoria "Livro do Ano Ficção" com o objetivo de conceder ao vencedor, além do troféu, uma quantia em dinheiro para um dos livros vencedores das categorias do Prêmio Jabuti relacionadas a livros de ficção. Dois anos depois, foi a vez de ser criada a categoria "Livro do Ano Não Ficção", contemplando as demais categorias.
Em 2018, as duas categorias foram reunidas em apenas uma, chamada simplesmente "Livro do Ano", com uma premiação em dinheiro de valor maior do que nos anos anteriores e contemplando os livros dos Eixos Literatura e Ensaios (portanto, voltando tanto para livros de ficção quanto de não ficção). Além disso, os livros do ano até o ano anterior eram escolhido em votação realizada entre os profissionais do mercado editorial, sendo que em 2018 passou a ser eleito o livro com maior pontuação considerando todas as categorias relacionadas.

## Vencedores
| Ano  | Vencedor(a)                   | Obra                                                                                       | Editora              | Nota(s) |
| ---- | ----------------------------- | ------------------------------------------------------------------------------------------ | -------------------- | ------- |
| 2018 | Mailson Furtado Viana         | À cidade                                                                                   | independente         | [ 8 ]   |
| 2019 | Pedro H. G. Ferreira de Souza | Uma história da desigualdade: a concentração de renda entre os ricos no Brasil 1926 - 2013 | Hucitec Editora      | [ 9 ]   |
| 2020 | Cida Pedrosa                  | Solo para Vialejo                                                                          | Cepe                 | [ 10 ]  |
| 2021 | João Luiz Guimarães           | Sagatrissuinorana                                                                          | Ôzé                  | [ 11 ]  |
| 2022 | Luiza Romão                   | Também guardamos pedras aqui                                                               | Nós                  | [ 12 ]  |
| 2023 | Fabrício Corsaletti           | Engenheiro fantasma                                                                        | Companhia das Letras | [ 13 ]  |
| 2024 | Rosa Freire d'Aguiar          | Sempre Paris - crônica de uma cidade, seus escritores e artistas                           | Companhia das Letras | [ 14 ]  |